# Le Train bleu (téléfilm)
Pour les articles homonymes, voir Train bleu.
Le Train bleu (The Mystery of the Blue Train) est un téléfilm britannique de la série télévisée Hercule Poirot, réalisé par Hettie MacDonald, sur un scénario de Guy Andrews, d'après le roman Le Train bleu, d'Agatha Christie.
Ce téléfilm, qui constitue le 54e épisode de la série, a été diffusé pour la première fois aux États-Unis le 11 décembre 2005 sur A&E Network et en France le 12 mai 2006 sur TMC.

## Synopsis
Hercule Poirot souhaite passer des vacances dans le Sud de la France et pour cela, il embarque dans le fameux « Train bleu » qui va de Calais jusqu'à la Riviera française. Parmi les voyageurs se trouvent notamment la distante Mireille Milesi et Ruth Kettering, la séduisante fille du magnat du pétrole Rufus Van Aldin, ainsi que Katherine, une femme qui à la suite d'un héritage s'est retrouvée très riche sans bien savoir comment utiliser cette fortune imprévue. Poirot tombe sous son charme et lui propose d'être son conseiller pour la guider dans sa nouvelle vie. Contre l'avis de son père, Ruth Kettering a emporté avec elle son cadeau d'anniversaire, un splendide rubis plus connu sous le nom de « Cœur de Feu ». Hercule Poirot, qui aspirait à des vacances sur la Côte d'Azur, va rapidement être contraint de faire usage de son talent à résoudre les énigmes. En effet, Ruth est assassinée durant le voyage, et le rubis est volé.

## Fiche technique
- Titre français : Le Train bleu
- Titre original : The Mystery of the Blue Train
- Réalisation : Hettie MacDonald
- Scénario : Guy Andrews, d'après le roman Le Train bleu (1928) d'Agatha Christie
- Décors : Jeff Tessler
- Costumes : Sheena Napier
- Photographie : Alan Almond
- Montage : Jamie McCoan
- Musique originale : Stephen McKeon
- Casting : Maureen Duff
- Production : Trevor Hopkins
  - Production déléguée : Michele Buck, Phil Clymer, Delia Fine et Damien Timmer
  - Producteur associé : David Suchet
- Sociétés de production : Granada, A&E Television Networks, Agatha Christie Ltd.
- Durée : 100 minutes
- Pays d'origine :  Royaume-Uni
- Langue originale : Anglais
- Genre : Policier
- Ordre dans la série : 54e - (1er épisode de la saison 10)
- Premières diffusions :
  -  États-Unis : 11 décembre 2005 sur A&E Network
  -  Royaume-Uni : 1er janvier 2006 sur le réseau d'ITV
  -  France : 12 mai 2006 sur TMC

## Distribution
- David Suchet (VF : Roger Carel) : Hercule Poirot
- James D'Arcy (VF : Pierre Tessier) : Derek Kettering
- Alice Eve : Lenox Tamplin
- Nicholas Farrell (VF : Gérard Dessalles) : Major Knighton
- Bronagh Gallagher (VF : Maïté Monceau) : Ada Mason
- Tom Harper (VF : Alexandre Gillet) : Corky Tamplin
- Jane How : une dame au bal
- Samuel James : un steward
- Helen Lindsay : Sœur Rosella
- Oliver Milburn (VF : Guillaume Lebon) : Comte de La Roche
- Jaime Murray : Ruth Kettering
- Roger Lloyd Pack : Inspecteur Caux
- Etela Pardo : Dolores
- Georgina Rylance (VF : Melody Dubos) : Katherine Grey
- Josette Simon : Mirelle Milesi
- Lindsay Duncan (VF : Martine Meiraghe) : Lady Tamplin
- Elliott Gould (VF : Bernard Tiphaine) : Rufus Van Aldin

## Commentaires
Cette adaptation est globalement fidèle à l'intrigue du roman mais on note certaines différences. En effet, l'adaptation ajoute quelques intrigues secondaires et transforme certains personnages comme celui de Mireille. Une tentative de meurtre contre Katherine Grey est ajoutée et le pseudonyme du « Marquis » et de Kitty Kidd ainsi que les personnages du Grec Papopoulos et de sa fille sont supprimées. Contrairement au roman, Lady Tamplin, sa fille et son mari sont à bord du train. À la fin du téléfilm, le meurtrier se suicide alors qu'il est arrêté par la police dans le roman. Quelques indices sont ajoutés, comme la bouteille de champagne et le briquet, et un autre est supprimé (l'étui à cigarettes avec l'initiale « K »). Enfin, l'action semble avoir été transposée à la fin des années 1930 [réf. nécessaire].